# 布魯克菲爾德鎮區 (愛荷華州克林頓縣)
布魯克菲爾德鎮區（英語：Brookfield Township）是位於美國愛荷華州克林頓縣的一個行政鎮區。

## 地方資料
根據2010年美國人口普查的數據，布魯克菲爾德鎮區的面積為94.19平方千米，當中陸地面積為94.19平方千米，而水域面積為0.00平方千米。當地共有人口428人，而人口密度為每平方千米4.54人。